# 나쁜 아이들
《나쁜아이들》(隐秘的角落)은 2020년 방송되었던 중국의 드라마이다.

## 소개
- 누구나 은밀한 이야기를 가지고 있다. 그 은밀한 구석을 들킨 사람들의 욕망이 얽히고설킨 범죄 스릴러 드라마

## 등장 인물
- 친하오 - 장둥성 역
- 왕경춘 (王景春) - 천관성 역
- 영재삼 (荣梓杉) - 주차오양 역
- 사팽원 (史彭元) - 옌량 역
- 왕성적 (王圣迪) - 웨푸 역
- 장송문 (张颂文) - 주용핑 역
- 류림 (刘琳) - 저우춘홍 역
- 이몽 (李梦) - 왕야오 역
- 호방생 (芦芳生) - 예쥔 역